# FAROO
FAROO — децентрализованная поисковая система, основанная на пиринговых технологиях.
Бета-тестирование началось 17 мая 2007 года, сейчас FAROO находится в стадии открытого бета-тестирования. В настоящее время клиент доступен только для Windows (2000, 2003, XP, Vista).
FAROO является финалистом конференции TechCrunch40.

## Свойства
- При расчете рейтинга сайта FAROO принимает во внимание поведение пользователей, в результате чего обеспечивается более высокая релевантность поисковой выдачи, чем у традиционных поисковых систем.
- Так как страницы автоматически индексируются при посещении, обновление индекса происходит практически мгновенно.
- Не требуются центральные серверы, что позволяет значительно снизить затраты на инфраструктуру и сервис, и позволяет масштабировать поисковую систему бесконечно.
- FAROO планирует получать до 50 % своих доходов от рекламы, с его пользователей.
- Индекс растет с базой пользователей, так что небольшое число пользователей приведет в мелкий индекс и, следовательно, к неточности в результатах.
- Характер услуг может позволить появление спамеров, хотя FAROO утверждает, что их алгоритмы предотвращают это.

## Текущее состояние проекта
На 10.01.2020 по адресу официального сайта расположена страница «ожидается» с заголовком «SeekStorm — Search as a Service» с неработоспособным меню.